# Studia Europejskie – Studies in European Affairs
Studia Europejskie – Studies in European Affairs – kwartalnik naukowy wydawany przez Centrum Europejskie Uniwersytetu Warszawskiego i upowszechniający informacje na temat założeń, przebiegu oraz rezultatów procesów integracji europejskiej. Periodyk jest miejscem prezentacji aktualnego stanu badań w zakresie europeistyki i studiów europejskich. Stanowi forum wymiany myśli i poglądów dla środowisk zajmujących się w Polsce szeroko rozumianą problematyką europejską. Kwartalnik znajduje się w wykazie czasopism punktowanych sporządzonym przez Ministerstwo Nauki i Szkolnictwa Wyższego. Redaktorem naczelnym „Studiów Europejskich“ jest Artur Adamczyk.